# Cauac

Glífo de códice que caracteriza al cauac

El cauac o kawak es el décimo noveno y penúltimo día del sistema calendárico del tzolkin y simboliza a las lluvias y a las tormentas. Otras asociaciones que los mayas tenían respecto a este día era el «rumbo oeste», el color negro y la deidad Itzamnaaj. El glifo del día representa una nube cargada de lluvia con forma de pirámide invertida cuyas gotas caen provocando la formación de grandes formaciones de agua en el suelo.